# Flottemanville
Flottemanville är en kommun i departementet Manche i regionen Normandie i norra Frankrike. Kommunen ligger i kantonen Montebourg som tillhör arrondissementet Cherbourg. År 2022 hade Flottemanville 227 invånare.

## Befolkningsutveckling
Antalet invånare i kommunen Flottemanville
| Referens: INSEE |